# Owens Valley

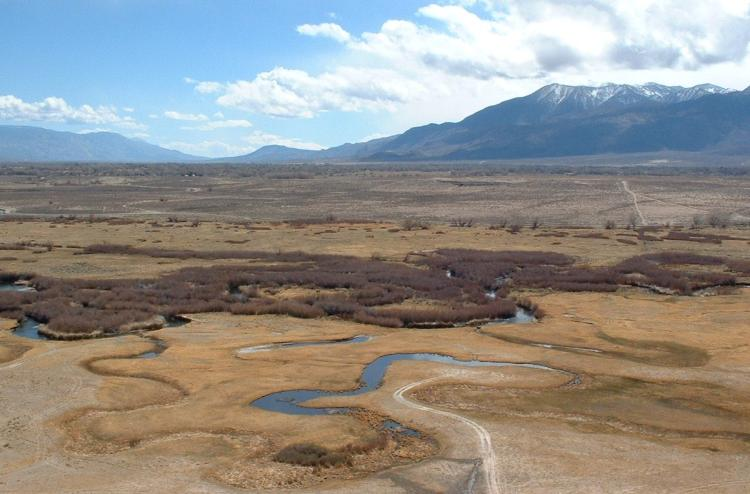
Owens Valley.

Owens Valley är en torr dal vid Owens River i östra Kalifornien i USA. Den är belägen öster om Sierra Nevada och väster om White Mountains och Inyo Mountains vid den västra gränsen av regionen Great Basin. Bergstopparna kan nå över 4 300 meter, medan dalgången ligger på 1 200 meter, vilket gör dalen till en av de djupaste i USA. Sierra Nevada försätter dalen i regnskugga, vilket gör att Owens Valley kallas för "Landet med lite regn". Botten av Owens Lake, som nu är en torr endorheisk sjö, ligger vid den södra änden av dalen.
Dalen förser Los Angeles-akvedukten med vatten. Akvedukten utgör hälften av Los Angeles vattentillgångar, och är känd tack vare konflikten om vattenrättigheterna i Kalifornien under 1900-talets första hälft.
Städer i Owens Valley är Bishop, Lone Pine, Independence och Big Pine. Det bor omkring 25 000 människor i dalen. Den största vägen är U.S. Route 395.